# New Orleans Jazz Vipers
New Orleans Jazz Vipers est un groupe de jazz originaire de La Nouvelle-Orléans en Louisiane. Ils jouent principalement sur Frenchmen Street dans le vieux carré avec Billie Holiday, Duke Ellington, et Louis Armstrong comme répertoire.

## Historique
Les membres fondateurs Joe Braun (saxophone), John Rodli (guitare acoustique) et Jack Fine (cornet) se sont rencontrés en 1995 sur la scène musicale à Jackson Square. Robert Snow (basse acoustique) vient compléter la section rythmique en 1999 rejoint par Charlie Fardella en 2002. Tom Saunders (saxophone basse), dont la vaste connaissance du répertoire jazz traditionnel a été aiguisé par des années en tant que DJ au WWOZ (radio locale), rejoint le groupe peu après. Les plus récents ajouts à la bande sont Bruce Brackman (clarinette) et Matt Rhody au violon. Braun, Rodli, Saunders et Fardella assurent les sections vocales. Au début des années 2000, la chanteuse Linnzi Zaorski se produit quelque temps avec le groupe, avant de former son propre groupe (Delta Royale).
Le New Orleans Jazz Vipers fait quelques apparitions dans la série Treme de David Simon sur HBO.

## Discographie
- 2002 : The New Orleans Jazz Vipers
- 2004 : Live on Frenchman Street, Live at The Spotted Cat
- 2006 : Hope You're Comin' Back
- 2013 : Blue Turning Grey
- 2015 : Going, Going, Gone
- 2017 : Live and Viperizin'
- 2020 : Is There A Chance For Me

## Récompenses et distinctions
- En 2004, l'album Live on Frenchman Street remporte le Best of The Beat Award dans la catégorie « Meilleur album de jazz traditionnel ».
- En 2005, le groupe est nommé au Big Easy Awards dans la catégorie « Meilleur Jazz Band traditionnel ».
- En 2010, le groupe apparaît dans la série Treme, avec Joe Braun dans son propre rôle.
- La même année, la compilation de la B.O. de la série Treme (qui inclut le morceau I Hope You're Comin' Back To New Orleans des Vipers) est nommée aux Grammy Awards.